# Douglas A-4 Skyhawk
Douglas A-4 Skyhawk je ameriško večnamensko palubno jurišno/lovsko letalo. Razvili so ga pri Douglas Aircraft Company za Ameriško mornarico in Marince. Ima delto krilo in en turboreaktivni motor Wright J65, od verzije A-4E naprej pa  Pratt & Whitney J52. Pozneje se je Douglas združil z McDonellom novo podjetje McDonnell Douglas.
Skyhawk je lahko letalo z maksimalno vzletno težo okrog 11100 kg in največjo hitrost 970 km/h. Letalo se oboroži z velikimi številom konvencionalnih bomb in tudi z jedrskim orožjem. Veliko se je uporabljal v Vietnamski vojni, pa tudi Yom-Kippurski vojni in na Falklandih. Zgradili so okrog 3000 letal. 
A-4 naj bi zamenjal starejšega Douglas AD Skyraider . Glavni načrtovalec je bil Ed Heinemann. Heinemann se je določil z lahek in preprost dizajn. Ker je imel sorazmerno majhna krila, ni bil potreben sistem za spravljanje kril na letalonosilkah. 
A-4 je imel nizko delta krilo, pristajalno podvozje tipa tricikel, in 2 vstopnika za zrak pri straneh trupa. Imel je dva 20 mm topa Mk 12, v vsakem korenu krila eden. 

## Tehnične specifikacije (A-4F Skyhawk)
Podatki iz globalsecurity.org
Splošne karakteristike
- Posadka: 1 (dva v OA-4F, TA-4F, TA-4J)
- Dolžina: 40 ft 3 in (12,22 m)
- Razpon kril: 26 ft 6 in (8,38 m)
- Višina: 15 ft (4,57 m)
- Površina kril: 259 ft² (24,15 m²)
- Aeroprofil: NACA 0008-1.1-25 koren, NACA 0005-0.825-50 konec kril
- Teža praznega letala: 10 450 lb (4 750 kg)
- Naložena teža: 18 300 lb (8 318 kg)
- Maks. vzletna teža: 24 500 lb (11 136 kg)
- Pogon letala: 1 × Pratt & Whitney J52-P8A turboreaktivnbi motor, 9 300 lbf (41 kN)

 Zmogljivost 
- Maks. hitrost: 585 vozlov (673 mph, 1 077 km/h)
- Doseg: 1 700 nmi (2 000 mi, 3 220 km)
- Bojni radij: 625 nmi, 1 158 km ()
- Višina leta: 42 250 ft (12 880 m)
- Hitrost vzpenjanja: 8 440 ft/min (43 m/s)
- Obremenitev kril: 70,7 lb/ft² (344,4 kg/m²)
- Razmerje potisk/teža: 0,51
- g-omejitev: +8/-3 g

Oborožitev

- Strelno orožje: 2× 20 mm (0,79 in) Colt Mk 12 top, 100 nabojev na top
- Nosilci za orožje: 4× pod krili in 1× pod truom, do 9 900 lb (4 490 kg) tovora
- Rakete: 

  - 4× LAU-10 nosilci za rakete (vsak z 4× 127 mm Mk 32 Zuni raketamoi)
- Izstrelki: 

  - Rakete zrak-zrak:
    - 4× AIM-9 Sidewinder

  - Raket zrak-zemlja:
    - 2× AGM-12 Bullpup
    - 2× AGM-45 Shrike protiraarska raketa
    - 2× AGM-62 Walleye TV-vodena bomba
    - 2× AGM-65 Maverick
- Bombe: 

  - 6× Rockeye-II Mark 20 Kasetne bombe
  - 6× Rockeye Mark 7/APAM-59 CBU
  - Mark 80 series prostopadajoče bombe
  - B57 jedrska bomba
  - B61 jedrska bomba
- Drguo:
  - do 3× 370 US gal (1.400 L) Sargent Fletcherodvrgljjivi rezervoraji

Letalska elektronika

- Bendix AN/APN-141 nizkovišinski radarski višinomer [2]
- Stewart-Warner AN/APQ-145 Mapping & Ranging radar[3]